# Estadio Gelora Bung Karno
El Estadio Gelora Bung Karno es un Estadio multiusos ubicado en la ciudad de Yakarta, Indonesia. Fue inaugurado 21 de julio de 1962 y posee una capacidad para 77 193 aficionados. Es la casa de la Selección de fútbol de Indonesia y del Persija Jakarta club de la Liga de Indonesia.

## Historia
El estadio fue planeado para recibir los Juegos Asiáticos de 1962, la construcción comenzó en 1960 y se terminó a tiempo en 1962. En 2004 se anunció que Indonesia, Malasia, Tailandia y Vietnam serían sede de la Copa Asiática 2007 por lo que se remodeló el estadio lo que lo llevó a tener una capacidad de 88 306, una característica principal del estadio es el enorme techo Archivado el 7 de abril de 2021 en Wayback Machine. en artilugio forma de anillo que fue uno de los primeros estadios en tenerlo que protege de las lluvias y el calor a los aficionados.
Este estadio es utilizado también para la realización de conciertos, ya sean locales o mundiales.
El 3 de junio de 2012 estaba planeado para que la artista Lady Gaga realizara su gira The Born This Way Ball la cual fue cancelada debido a las protestas realizadas por la comunidad de Yakarta hacia la artista porque supuestamente difunde el satanismo. El estadio también ha acogido los XVIII Juegos Asiáticos en 2018.

## Imágenes

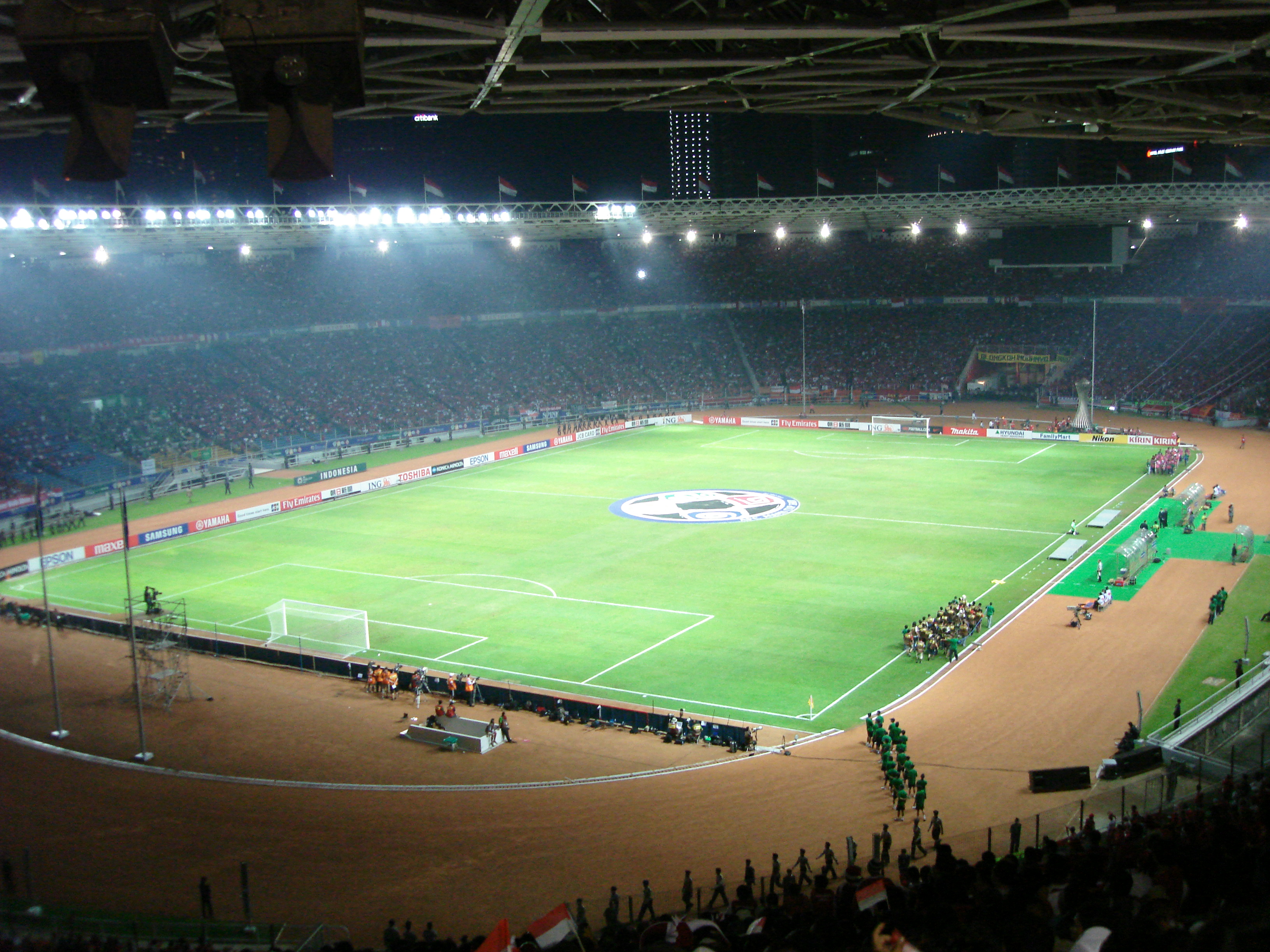
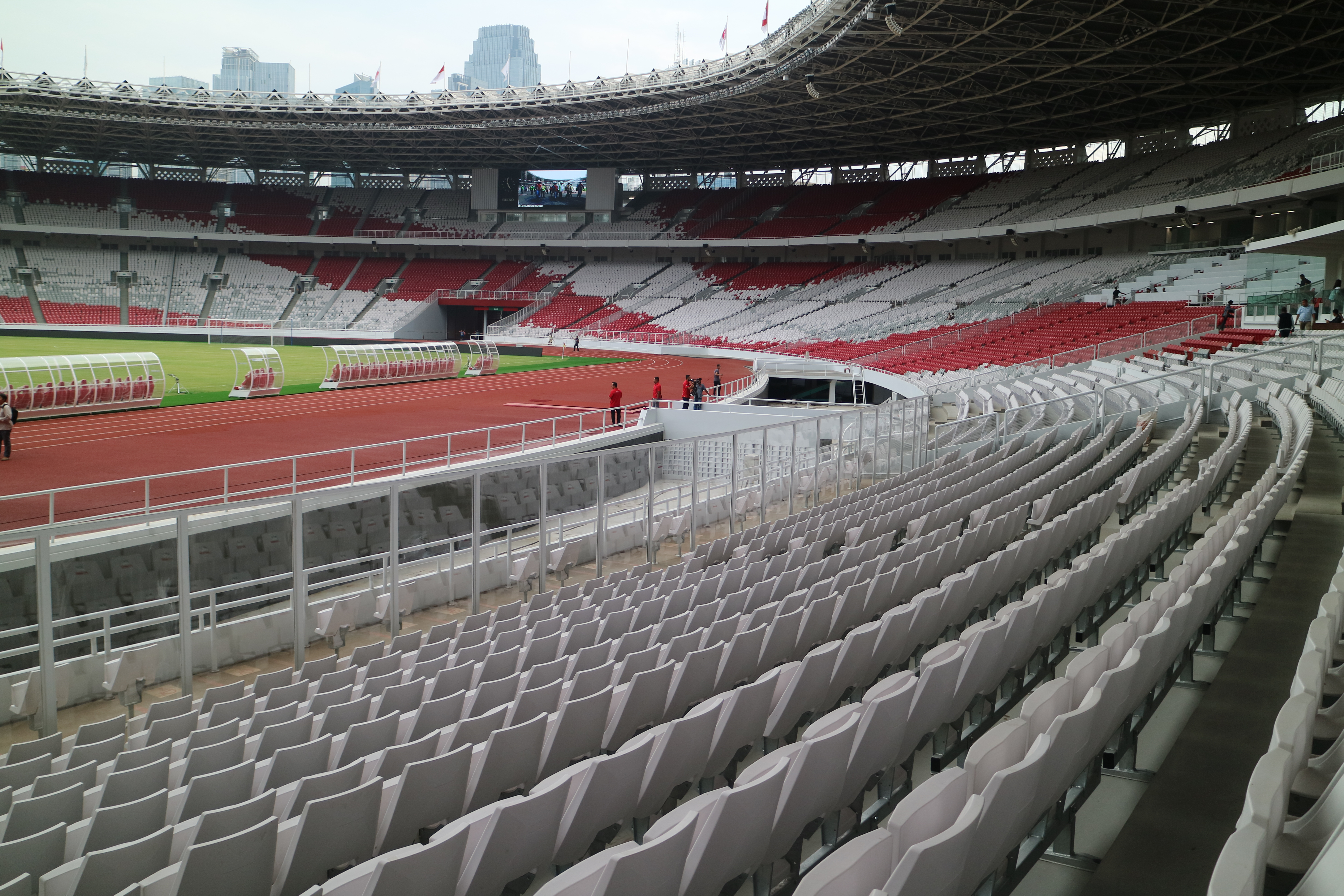

## Partidos de laCopa Asiática de 2007
| Fecha               | Selección #1   | Res. | Selección #2   | Ronda                 | Asistencia |
| ------------------- | -------------- | ---- | -------------- | --------------------- | ---------- |
| 10 de julio de 2007 | Indonesia      | 2–1  | Baréin         | Primera fase, Grupo D | 60,000     |
| 11 de julio de 2007 | Corea del Sur  | 1–1  | Arabia Saudita | Primera fase, Grupo D | 15,000     |
| 14 de julio de 2007 | Arabia Saudita | 2–1  | Indonesia      | Primera fase, Grupo D | 88,000     |
| 15 de julio de 2007 | Baréin         | 2–1  | Corea del Sur  | Primera fase, Grupo D | 9,000      |
| 18 de julio de 2007 | Indonesia      | 0–1  | Corea del Sur  | Primera fase, Grupo D | 88,000     |
| 22 de julio de 2007 | Arabia Saudita | 2–1  | Uzbekistán     | Cuartos de final      | 12,000     |
| 29 de julio de 2007 | Irak           | 1–0  | Arabia Saudita | Final                 | 60,000     |